# Laccophilus continentalis
Laccophilus continentalis är en skalbaggsart som beskrevs av Gschwendtner 1935. Laccophilus continentalis ingår i släktet Laccophilus och familjen dykare. Inga underarter finns listade i Catalogue of Life.